# Металлотермия

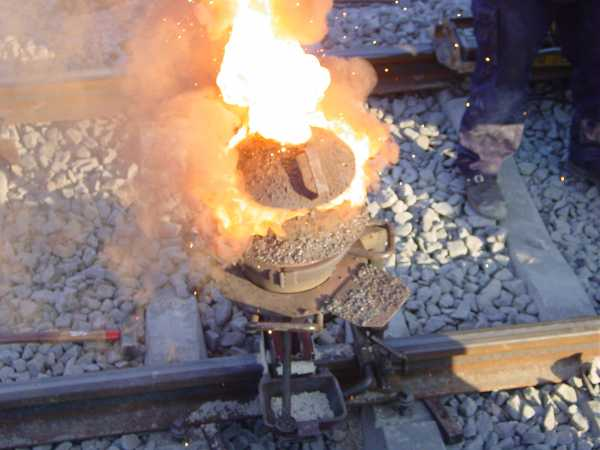
Использование металлотермии для сварки рельсов: вскоре расплавленный металл заполнит форму, расположенную на стыке

Металлотермия (от металл + греч. therme — теплота, жар) — отрасль современной металлургии, которая основана на процессах восстановления металлов из их соединений другими металлами, химически значительно более активными, чем восстанавливаемые, при повышенных температурах.

## Описание
Металлотермия, как правило, дороже, чем восстановление углеродом (карботермия), и применяется в тех случаях, когда восстановление углеродом невозможно или приводит к загрязнению сплава карбидами. Применяется, например, для восстановления вольфрама, марганца, молибдена, титана, хрома. Металлотермию используют для производства некоторых цветных и редких металлов. Металлотермическому восстановлению подвергаются: оксиды, фториды, хлориды металлов и изредка сложные смеси оксидов и галогенидов, или непосредственно руды.
Различают несколько видов металлотермических процессов:
- внепечные, в которых теплота реакций достаточна для восстановления и расплавления перерабатываемых материалов,
- электропечные, в которых часть теплоты обеспечивается электронагревом,
- вакуумные, в которых основные реакции проходят в вакууме из-за высокой летучести некоторых компонентов.

Частными случаями металлотермии являются алюминотермия (алюмотермия) и магнийтермия. Как восстановители применяют также кремний (обычно в виде ферросилиция), кальций, барий, натрий, литий, лантан и др.
Выбор металла-восстановителя определяется экономической целесообразностью и термодинамическими показателями. Для определения возможности металлотермической реакции и расчёта температуры равновесия между металлом, кислородом и соответствующим оксидом используются диаграммы Эллингема. Таким же образом рассчитываются температуры равновесия в реакциях образования других соединений с неметаллами. И наоборот, диаграммы Эллингема могут быть полезны при попытке предсказать условия, в которых металлическая руда (обычно оксид, сульфид) будет восстанавливаться до металла. Выбор металла-восстановителя также определяется желательным отсутствием сплавления его с получаемым продуктом или легкую отделяемость методами химической обработки (выщелачиванием водой, щелочами или кислотами).
Металлотермия начала применяться в промышленных масштабах в конце XIX — начале XX века.